# Серго Закариадзе
Серго Закариадзе (на грузински: სერგო ზაქარიაძე, [sɛrɡɔ zakʰariad͡zɛ]) е грузински актьор. Неговият брат, Бухути Закариадзе също е актьор.
Роден е на 1 юли (18 юни стар стил) 1909 година в Баку, но израства в Застафони, където започва да се занимава с футбол, играе в тифлиския отбор „Динамо“. Завършва филология в Тбилиския университет и от 1926 година е технически сътрудник в Театър „Руставели“. През 1928 година става актьор в Театър „Марджанишвили“ в Кутаиси, който малко по-късно се премества в Тбилиси, а от 1958 година отново е в Театър „Руставели“.
Народен артист на СССР от 1958. Може би най-известната негова роля е тази на Георгий Махарашвили в Бащата на войника (1965). Получава Ленинска награда за тази роля през 1965, а за театралната си дейност получава държавна награда на СССР (1952) и на Грузинската съветска социалистическа република (1971). През 1960 печели наградата за мъжка роля на всесъюзния кинофестивал.
Серго Зкариадзе умира на 13 април 1971 година в Тбилиси.

## Избрана филмография
- „Не тъгувай!“ („Не горюй!“, 1969)
- „Ден последен, ден първи“ („დღე უკანასკნელი, დღე პირველი“, 1959) в ролята на Георгий